# Ibn Sa'd
Muhammad ibn Sa'd (Bassora, 784 – Baghdad, 16 febbraio 845) è stato uno storico e giurista arabo.
Abū ʿAbd Allāh Muḥammad b. Saʿd b. Manīʿ al-Baṣrī al-Hāshimī al-Baghdādī (in arabo أبو عبد الله محمد بن سعد بن مَنِيع ﺍﻟﺒﺼﺮﻱ ﺍﻟﻬﺎﺷﻤﻲ البغدادى‎?) o semplicemente Ibn Saʿd (in arabo ابن سعد‎?), spesso indicato come Kātib al-Wāqidī, "Segretario di al-Wāqidī".

## Biografia
Ibn Saʿd nacque a Bassora nel 784 e morì nella capitale abbaside nell'845.
Sunnita, studioso di ḥadīth ed esperto biografo, si formò sotto la guida di al-Wāqidī e di altri famosi maestri tradizionisti, studiando genealogia con Hishām b. al-Kalbī.
Visse la maggior parte della sua vita a Baghdad e si guadagnò una reputazione di affidabile e preciso redattore di opere storiche e giuridiche, tanto da essere chiamato dal califfo abbaside al-Maʾmūn (assieme a Yaḥyā b. Maʿīn e ad altri quattro famosi dotti della sua epoca) a certificare - sotto forti pressioni - la creazione nel tempo del Corano.

Ciò malgrado, la sua fama nelle successive generazioni, non ne risentì e Ibn Sa'd è rimasto un irrinunciabile punto di riferimento per chi intenda studiare il primo periodo della storia islamica.
Ibn Saʿd era originario di Bassora, ma si trasferì presto nella Baghdad del IX secolo. Si dice che sia stato inumato nel cimitero che sorgeva nei pressi della Porta di Damasco.

## Le classi principali
Le Ṭabaqāt al-kubrā (Le classi principali), considerate il suo capolavoro, sono un compendio delle informazioni riguardanti le 4250 più famose personalità del mondo islamico, comprese 600 donne. Articolate in 8 volumi, le Ṭabaqāt contengono la vita di Maometto, dei suoi Compagni (Ṣaḥāba) e Seguaci (al-Tābiʿūn), inclusi quanti combatterono a Badr - che costituiscono una "classe" a sé stante - e le successive generazioni di Seguaci, che ricevettero le loro tradizioni direttamente dai Ṣaḥāba.

L'attribuzione a Ibn Saʿd di tale opera è attestata da un copista, il cui nome compare in epigrafe al volume conclusivo. Egli viene qui descritto come un "cliente di al-Ḥusayn ibn ʿAbd Allāh, della famiglia abbaside".

### Contenuti
- I libri 1 e 2 contengono una versione della biografia (sīra) di Maometto.
- I libri e e 4 contengono notizie biografiche sui Compagni di Maometto.
- I libri 5, 6 e 7 contengono notizie biografiche sui successivi studiosi musulmani.
- Il libro 8 contiene notizie biografiche sulle donne musulmane.

### Edizioni a stampa
- Questo lavoro è stato edito sotto la supervisione di E. Sachau, 9 voll., Leiden, 1905-1917 1904-1921; cf. O. Loth, Das Classenbuch des Ibn Sad (Leipzig, 1869).
- (AR) Ibn Saʿd, al-Ṭabaqāt al-kubrā, ed. Iḥsān ʿAbbās, Beirut, Dār Ṣādir, s.d., 8 voll. + Indici.
- (EN) S. Moinul Haq, Ibn Sa'd's Kitab Al-Tabaqat Al-Kabir, Voll. 1&2. Pakistan Historical Society, ISBN 81-7151-127-9[4]

### Traduzione
I volumi 5, 7 e 8 sono stati tradotti da Aisha Bewley e pubblicati sotto il titolo "Men of Madina" e "Women of Madina".